# Musikjahr 1748
Liste der Musikjahre

◄◄ | ◄ | 1744 | 1745 | 1746 | 1747 | Musikjahr 1748 | 1749 | 1750 | 1751 | 1752 | ► | ►►

Weitere Ereignisse
Dieser Artikel behandelt das Musikjahr 1748.

## Ereignisse

### Sebastian Bach
- Johann Sebastian Bach ist seit dem 30. Mai 1723 Thomaskantor und musikalischer Leiter der Thomaskirche in Leipzig. Von 1729 bis ins Jahr 1741, vielleicht sogar bis 1746, hatte er außerdem die Leitung des 1701 von Georg Philipp Telemann gegründeten Collegium musicum inne.
- In den 1740er Jahren zieht sich Bach – mit wenigen Ausnahmen – von Neukompositionen für die Kirche zurück. Neben Auftragsarbeiten für weltliche Anlässe konzentriert er sich ganz auf umfangreiche Werke für das Cembalo. Auch verschlechtert sich sein Augenlicht immer mehr.
- Bach hat einen ausgezeichneten Ruf als Orgelgutachter. Bei zahlreichen Orgel-Neu- und -umbauten wird er hinzugezogen: so auch 1748 bei der Begutachtung einer Orgel von Christoph Cuntzius.

### Georg Friedrich Händel
- Georg Friedrich Händel wohnt seit Juli/August 1723 in London in der 25 Brook Street und bewohnt hier bis zu seinem Tod im Jahr 1759 zwei Stockwerke. Nahezu alle Werke, die seit 1723 entstehen, werden in diesem Haus komponiert. Auch die Vorbereitungen der Aufführungen finden oft im Händelschen Dining Room statt.
- Händel komponiert von 1743 bis 1752 eine durchgehende Reihe von ein bis zwei neuen Oratorien pro Saison, die meisten davon zu Themen aus dem Alten Testament. Noch etliche Zeit versuchen Adelskreise Händel zu Fall zu bringen. „Die ganze Operngesellschaft ist in Rage über Händel“, notiert eine Zeitgenossin. Anders als zu Zeiten der Adelsoper hat er zwar als Oratorienkomponist keine Konkurrenz, aber seine Gegner veranstalten an den Abenden seiner Aufführungen Bälle und Bankette, um ihm zu schaden.
- 09. März: Das Oratorium Joshua von Georg Friedrich Händel im Theatre Royal in Covent Garden in London erstmals aufgeführt.
- 23. März: Uraufführung des Oratoriums Alexander Balus von Georg Friedrich Händel im Theatre Royal in Covent Garden.
- Anlässlich des am 7. Oktober geschlossenen Aachener Friedens gibt König Georg II. bei Georg Friedrich Händel die Feuerwerksmusik in Auftrag, die am 27. April 1749 in Londoner Green Park uraufgeführt wird.

### Domenico Scarlatti
- Domenico Scarlatti ist der portugiesischen Prinzessin Maria Bárbara de Bragança, die er am Hofe des frommen und verschwendungssüchtigen Königs Johann V. in Lissabon kennengelernt und als Musiklehrer unterrichtet hatte, nach deren Heirat mit dem spanischen Thronfolger Don Fernando von Asturien (ab 1746 König Ferdinand VI.) nach Spanien gefolgt. Von Oktober 1730 bis 16. Mai 1733 war die Alcázares Reales in Sevilla seine feste Residenz und Wirkungsstätte. Danach zieht der Hof nach Norden in die Umgebung von Madrid, wo er je nach Jahreszeit abwechselnd in den Schlössern Buen Retiro, El Pardo, Aranjuez, La Granja und El Escorial weilt. Scarlatti steht vermutlich weiterhin in den „privaten“ Diensten von Maria Bárbara und scheint sich praktisch ausschließlich dem Cembalo und der Komposition seiner Sonaten zu widmen.
- Spätestens seit 1742 ist Scarlatti mit seiner zweiten aus Cádiz stammenden Frau Anastasia Ximénez verheiratet.

### Georg Philipp Telemann
- Georg Philipp Telemann ist seit 1721 Cantor Johannei und Director Musices der Stadt Hamburg, eines der angesehensten musikalischen Ämter Deutschlands. In diesem Amt verpflichtet sich Telemann zur Komposition von zwei Kantaten wöchentlich und einer Passion pro Jahr, in späteren Jahren greift er allerdings bei seinen Kantaten auf frühere Werke zurück. Daneben komponiert er zahlreiche Musiken für private und öffentliche Anlässe, etwa für Gedenktage und Hochzeiten.

### Weitere biografische Ereignisse
- 01. Februar: Der italienische Komponist und Gesangslehrer Nicola Antonio Porpora wird in Dresden zum Gesangslehrer der Prinzessin Maria Antonia Walpurgis von Bayern ernannt. Am 13. April folgt die Ernennung zum Kapellmeister und damit die Gleichstellung mit seinem Rivalen, dem deutschen Komponisten Johann Adolf Hasse.

### Eröffnungen

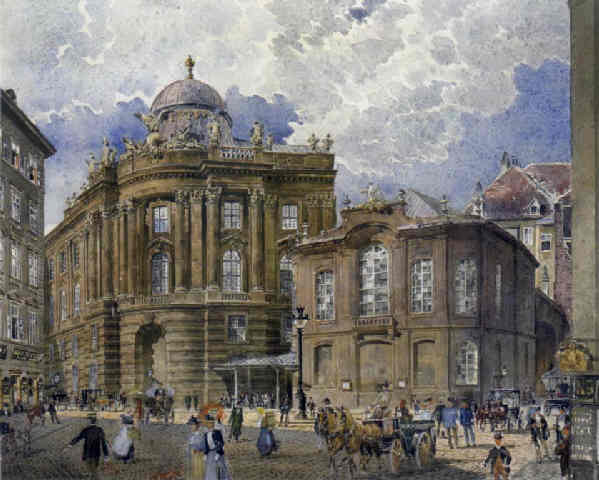
Michaelerplatz mit dem alten k.k. Theater nächst der Burg (rechts) und der Winterreitschule der Hofburg (links)

- Ende September: Das Markgräfliche Opernhaus in Bayreuth wird anlässlich der Vermählung der Tochter des Markgrafenpaares, Elisabeth Friederike Sophie von Brandenburg-Bayreuth, mit dem Württemberger Herzog Carl Eugen eingeweiht. Im Rahmen eines glänzenden Fests werden die italienischen Opern Artaserse und Ezio von Johann Adolph Hasse aufgeführt. Der Bau des Gebäudes, für dessen Kosten die markgräflichen Untertanen aufkommen müssen, stürzt das Fürstentum Bayreuth in eine Schuldenkrise.

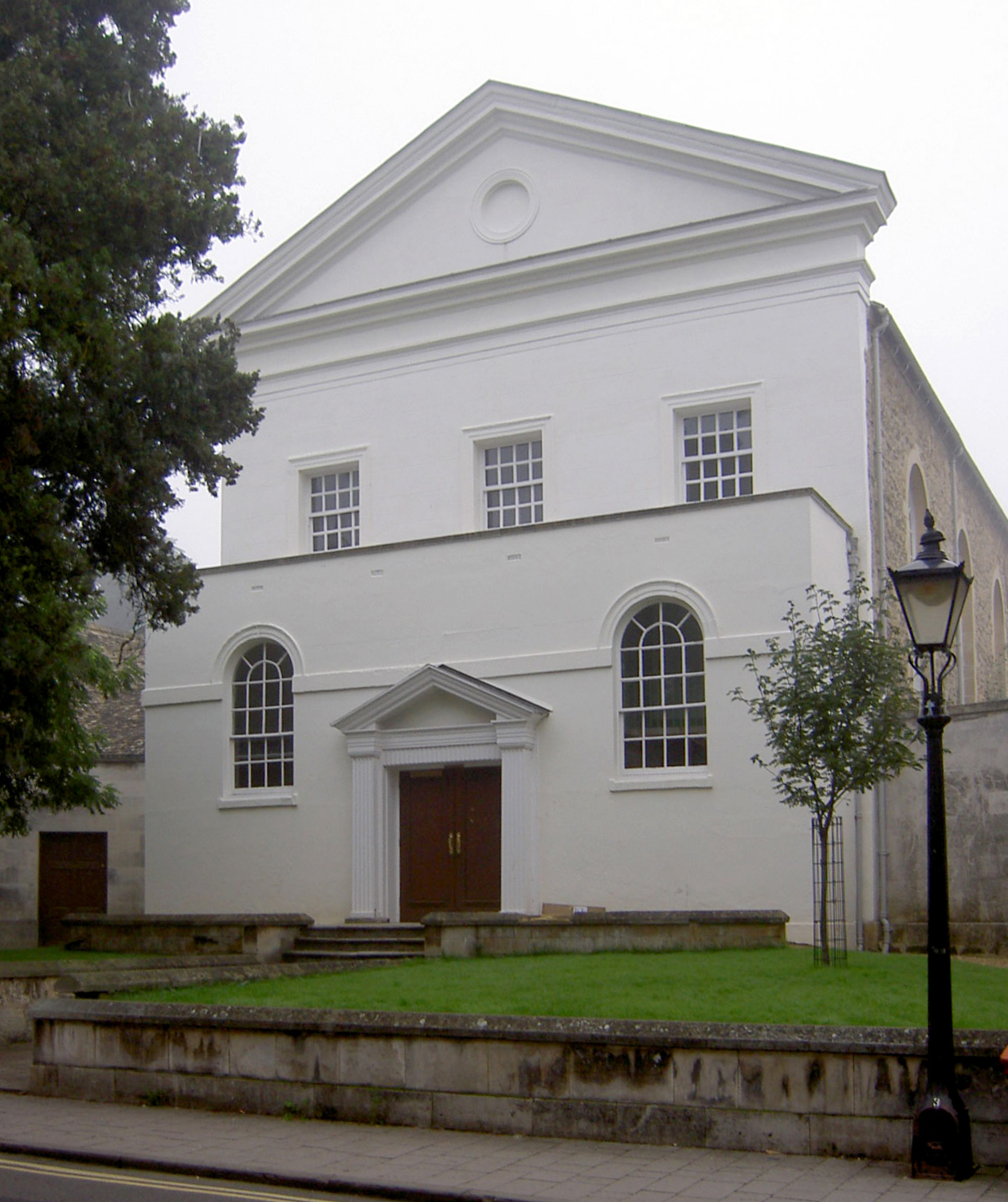
Holywell Music Room in Oxford, England

- Am Michaelerplatz in Wien wird das neu gestaltete Theater nächst der Burg eröffnet.
- Auf dem Gelände des Wadham College in Oxford wird der Holywell Music Room eröffnet. Bereits seit 1748 finden hier die vom Komponisten William Hayes eingeführten wöchentlichen Konzerte statt.

### Opern und andere Bühnenwerke
- 20. Januar: Uraufführung des Dramma per musica Merope von Gioacchino Cocchi auf das Libretto von Apostolo Zeno im Teatro San Carlo in Neapel.

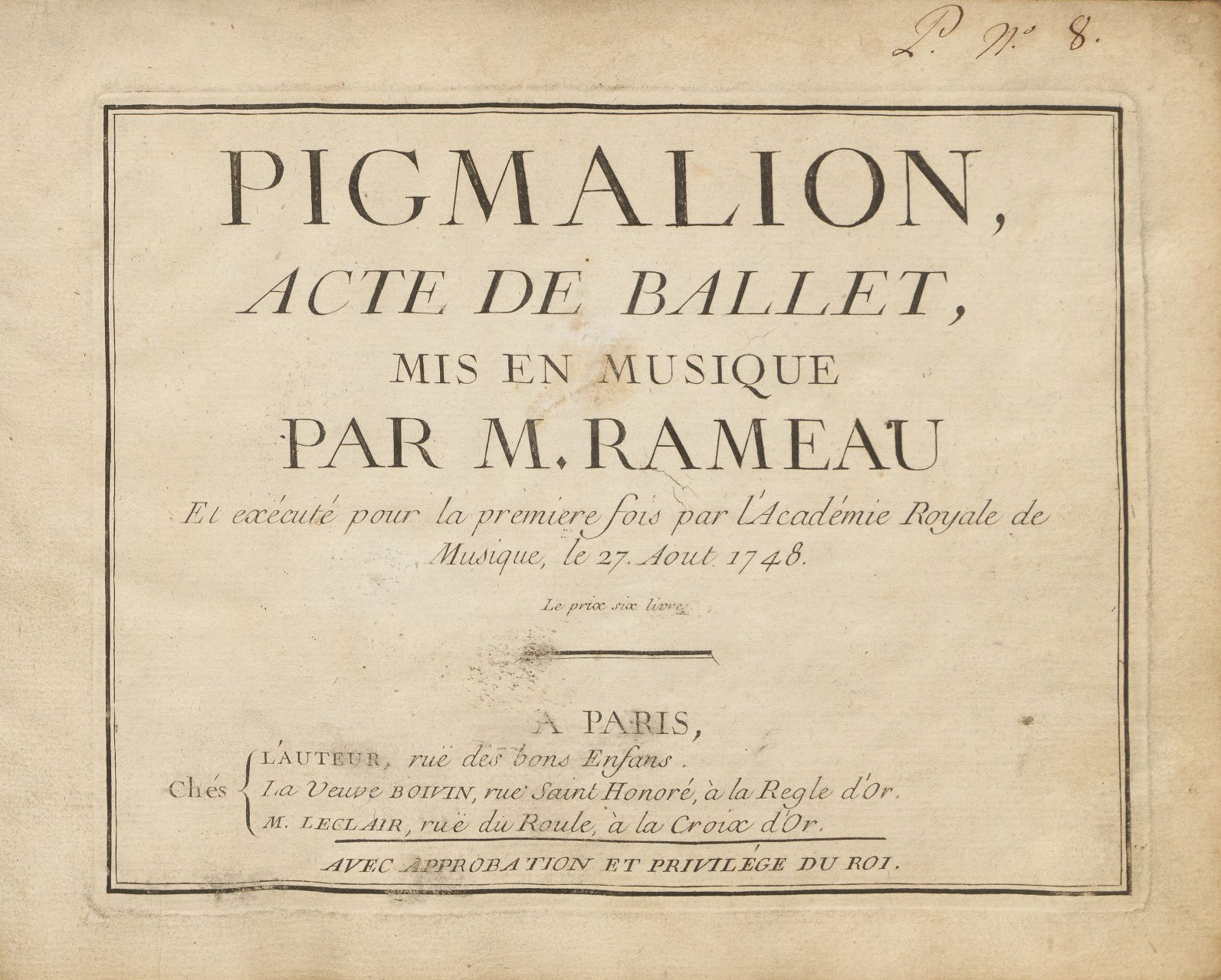
Titelseite des Ballett-Einakters Pigmalion von Jean-Philippe Rameau.

- 09. Februar: Uraufführung der Oper Demofoonte von Johann Adolph Hasse auf das Libretto von Pietro Metastasio im Opernhaus am Zwinger in Dresden.

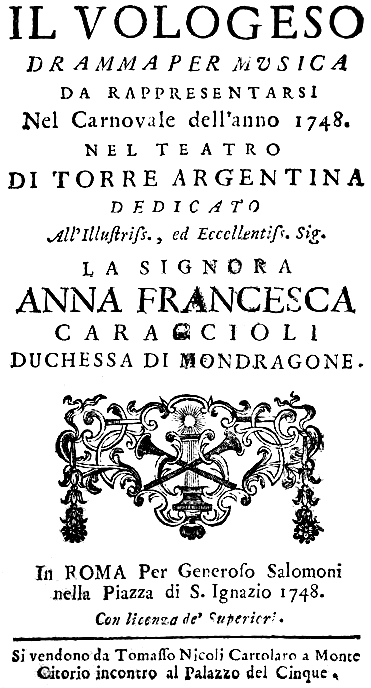
Titelseite des Librettos von Baldassare Galuppis Oper Il Vologeso

- 13. Februar: Uraufführung der Opera seria Il Vologeso von Baldassare Galuppi auf das Libretto von Apostolo Zeno in Rom.
- 29. Februar: Uraufführung der Pastorale-héroique Zaïs von Jean-Philippe Rameau in Paris.
- 09. März: Das Oratorium Joshua von Georg Friedrich Händel hat seine Uraufführung am Theatre Royal in Covent Garden in London. Es wird bald zu Händels erfolgreichstem Oratorium.
- 23. März: Das Oratorium Alexander Balus von Georg Friedrich Händel auf das Libretto von Thomas Morell wird ebenfalls am Covent Garden Theatre uraufgeführt.
- 30. Mai: Uraufführung des Dramma per musica Siface von Gioacchino Cocchi auf das Libretto von Pietro Metastasio im Teatro San Carlo in Neapel.
- 27. August: Uraufführung des Ballett-Einakters Pigmalion von Jean-Philippe Rameau an der Grand Opéra Paris.
- 27. November: Uraufführung der Opéra-ballet Les surprises de l'Amour (Die Überraschungen des Amor) von Jean-Philippe Rameau in Paris.

### Instrumentalmusik
- Jacques Duphly – Second Livre de Pièces de Clavecin (Cembalo)
- Elisabetta de Gambarini – Pièces op. 2, für Cembalo
- Gregor Joseph Werner – „Instrumentalkalender“ (Beschreibung der 12 Monate mit musikalischen Ausdrucksformen)

### Vokalmusik
- Jean-Joseph Cassanéa de Mondonville – Pièces de clavecin avec voix ou violon op. 5
- William Hayes – Six Cantatas set to Musick
- Nott a Porta und Dominico Binna – Raims Spirituals, Gesangbuch in rätoromanischer Sprache

## Geboren

### Geburtsdatum gesichert
- 01. Januar: Giovanni Furno, italienischer Komponist († 1837)
- 08. Januar: James Cervetto, britischer Violoncellist und Komponist († 1837)
- 05. Februar: Christian Gottlob Neefe, deutscher Komponist, Organist, Kapellmeister und Musikwissenschaftler († 1798)
- 21. März: Franz Ernst Christoph Leuckart, deutscher Musikverleger, Kunst- und Musikalienhändler († 1817)
- 07. April: Georg Wenzel Ritter, deutscher Fagottist und Komponist († 1808)
- 20. April: Georg Michael Telemann, deutscher Kirchenmusiker und Komponist († 1831)
- 26. April: Laurentius Justinianus Ott, Augustiner-Chorherr, Komponist und Chronist († 1805)
- 05. Mai: Francesco Azopardi, maltesischer Komponist († 1809)
- 02. Juni: José Lidón, spanischer Komponist († 1827)
- 09. August: Bernhard Schott, deutscher Musiker und Musikverleger († 1809)
- 11. August: Joseph Schuster, deutscher Opernkomponist († 1812)
- 31. August: Jean-Étienne Despréaux, französischer Komponist und Schauspieler († 1820)
- 10. Dezember: Christoph Friedrich Bretzner, deutscher Lustspieldichter und Librettist († 1807)
- 11. Dezember: Clemens August von Schall, deutscher Offizier, Politiker, Musiker, Schriftsteller († 1814)

### Genaues Geburtsdatum unbekannt
- Johann Gottlob Horn, Tischler und Instrumentenmacher († 1796)
- Franziska Romana Koch, deutsche Opernsängerin, Tänzerin und Schauspielerin († 1796)
- Franz Novotny, rumäniendeutscher Kirchenmusiker und Komponist († 1806)

## Gestorben
- 00. Januar: Ignazio Prota, italienischer Komponist und Musikpädagoge (* 1690)

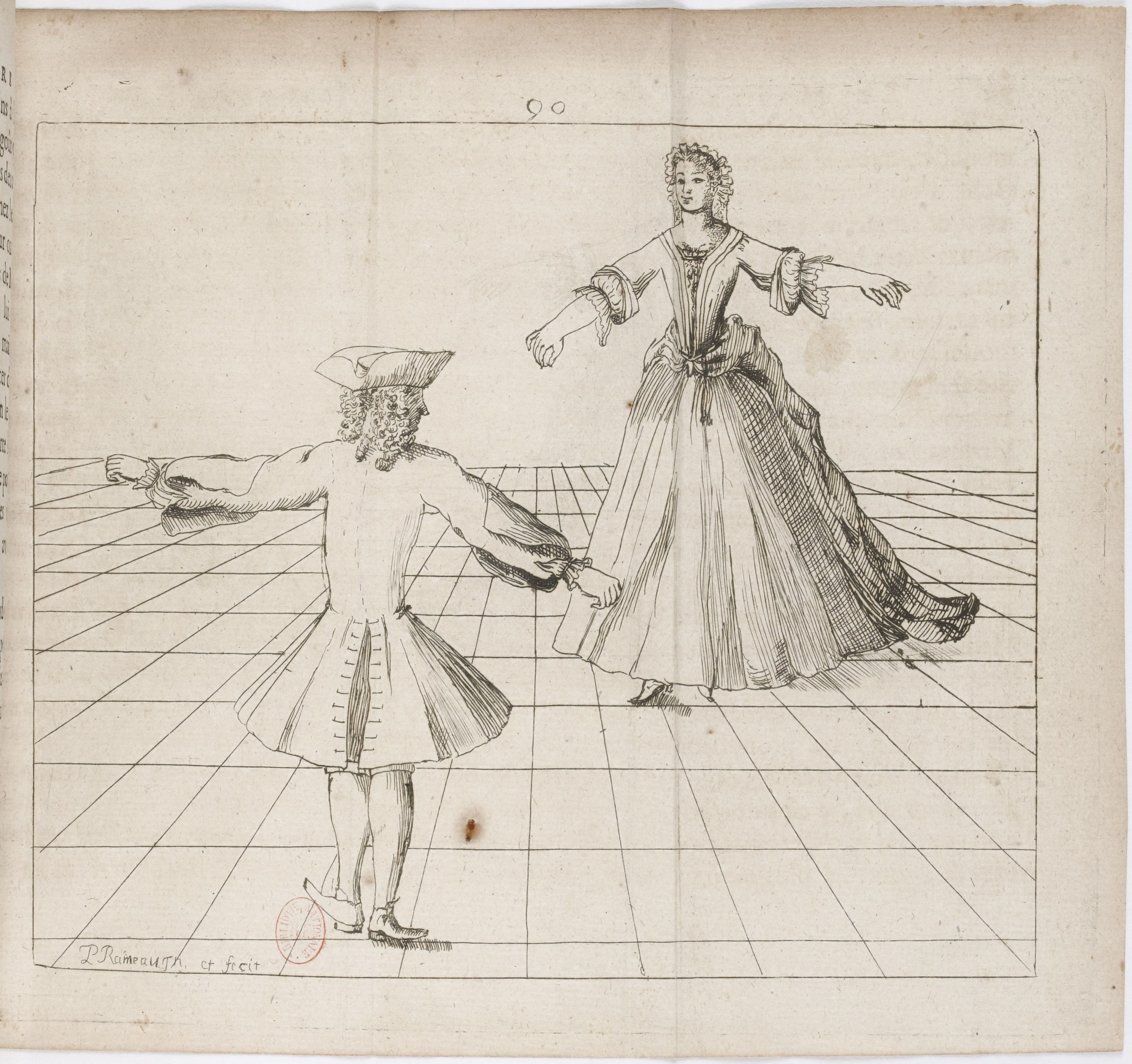
Menuett-Figur in Pierre Rameaus Le Maître à danser, Paris, 1725

- 26. Januar: Pierre Rameau, französischer Tanzmeister und Choreograph (* 1674)
- 03. Februar: Henry Madin, französischer Komponist und Kapellmeister (* 1698)
- 07. März: William Corbett, englischer Komponist und Violinist (* um 1680)
- 08. März: Jacob Herman Klein, niederländischer Komponist (* 1688)
- 23. März: Johann Gottfried Walther, deutscher Organist, Kapellmeister, Komponist und Musikwissenschaftler (* 1684)
- 06. April: David Kellner, deutscher Jurist, Dichter, Organist, Musiktheoretiker und Lautenist (* 1670)
- 13. April: Johann Ernst Greding, deutscher evangelischer Pfarrer und Kirchenlieddichter (* 1676)
- 16. August: Pietro Giuseppe Sandoni, italienischer Komponist (* 1685)
- 16. August: Heinrich Nicolaus Trebs, deutscher Orgelbauer (* 1678)
- 03. September: Johann Scheibe, Leipziger Orgelbauer (* um 1675)
- 25. November: Isaac Watts, britischer Lieddichter (* 1674)
- 28. November: Jaques Loeillet, flämischer Komponist und Oboist (* 1685)